# Pecteneremus
Pecteneremus is een geslacht van vlinders van de familie dominomotten (Autostichidae), uit de onderfamilie Symmocinae.

## Soorten
- P. albella (Amsel, 1959)
- P. decipiens Gozmany, 1967
- P. padishah Gozmany, 1963
- P. pharaoh Gozmany, 1963
- P. pilatus Gozmany, 1963
- P. walsinghami Gozmany, 1967